# Đảo Atauro

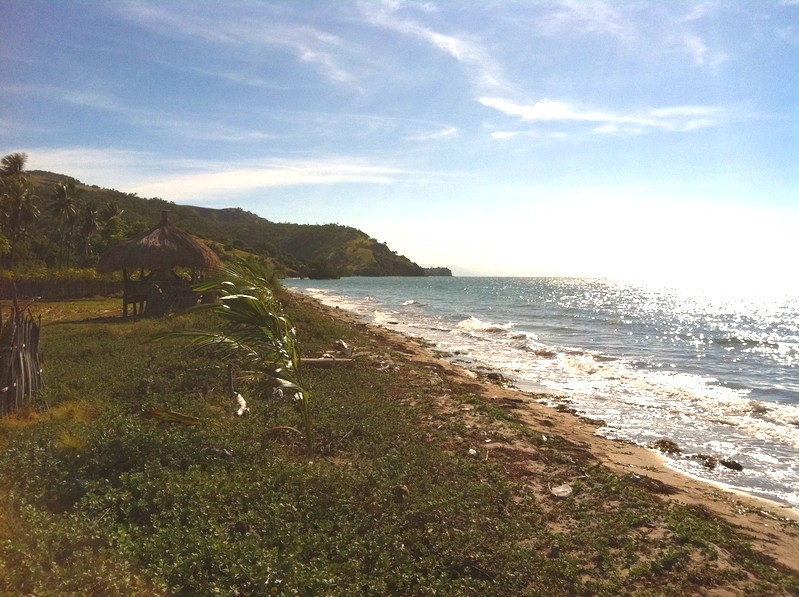
Đảo Atauro

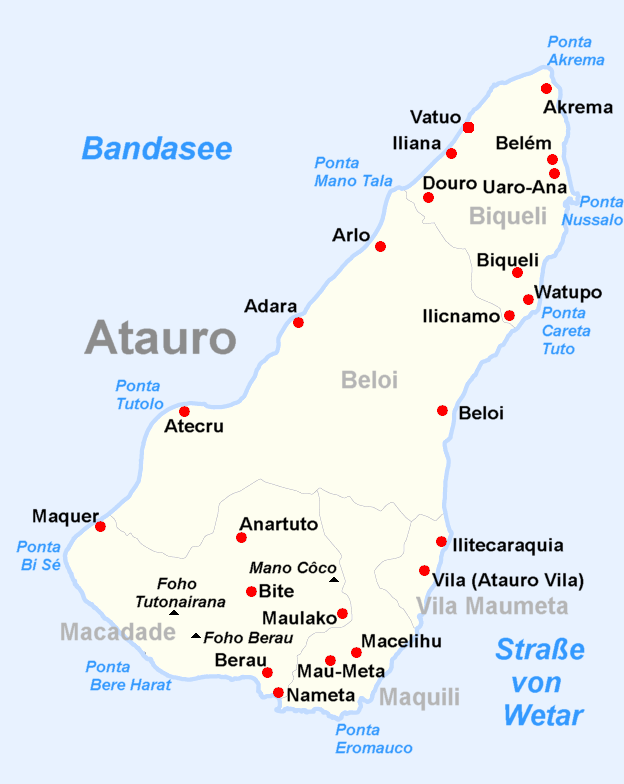
Đảo Atauro

Đảo Atauro (Ilha de Atauro, Ata'uro) là một hòn đảo nhỏ nằm cách Dili, Đông Timor khoảng 25 km về phía bắc. Đảo dài khoảng 25 km, rộng 9 km, với diện tích 140 km², là nơi sinh sống của khoảng 9.274 người (2015). Hòn đảo gần nhất là đảo Liran của Indonesia, cách 12 km về phía đông bắc. Núi Manucoco là nơi cao nhất của đảo với độ cao khoảng 995 mét so với mực nước biển.
Hòn đảo được tách thành 5 khu, mỗi khu xung quanh 1 ngôi làng: Biqueli và Beloi ở phía bắc; Macadade (trước đây là Anartutu) ở phía tây nam; Maquili và Vila Maumeta ở phía đông nam.